# Барисан д’Ибелин
Бариса́н д’Ибели́н (фр. Barisan d'Ibelin; XI век — не ранее 1150 и не позднее 1152) — сеньор Ибелина и Рамлы, политический и военный деятель Иерусалимского королевства, основатель династии Ибелинов. Также известен под именами Балиан I Ибелин или Балиан Старый.

## Биография
Родился, возможно, в Северной Италии. О его жизни нет никаких сведений вплоть до 1115 года, когда он упоминается как коннетабль графства Яффа. Около 1122 года за верную службу Барисан был удостоен женитьбы на Эльвис, дочери Балдуина I, сеньора Рамлы.
В 1134 году, когда Гуго II де Пюизе, граф Яффы, взбунтовался против иерусалимского короля Фулька, Барисан поддержал короля, благодаря чему вскоре занял важное место при дворе. В 1141 году он получил во владение только что построенный замок Ибелин, расположенный в графстве Яффа между Яффой и Аскалоном, который по-прежнему был под властью Фатимидов. В 1148 году Барисан унаследовал через брак соседнюю сеньорию Рамла. В том же году он участвовал в совете, проходившем в Акре, после прибытия участников Второго крестового похода, на котором было принято решение об атаке на Дамаск.
Скончался в 1150 году. Ему наследовал сын Гуго.

## Брак и дети
От Эльвис из Рамлы у Барисана было 5 детей: сыновья Гуго, Балдуин и Балиан, дочери Эрменгарда и Стефания. Младший сын более известен как Балиан II Ибелин или Балиан Младший.
Эльвис после смерти Барисана вышла замуж за Манассе д’Иержа, коннетабля Иерусалимского королевства.